# San Juan Island National Historical Park
San Juan Island National Historical Park of American and English Camps, San Juan Island is een Amerikaans nationaal park op San Juan Island in Washington aangelegd op de plaats waar het Britse leger en het Amerikaanse leger kampen hadden tijdens de Pig War. Beide kampen werden opgezet in 1859 als een reactie op een grensgeschil aangewakkerd door de dood van een varken. De kampen werden 12 jaar gebruikt tot het Verdrag van Washington (1871) werd ondertekend dat dankzij de Duitse Keizer Wilhelm I tot stand was gekomen. De Britten verlieten hun kamp in november 1872, terwijl het Amerikaanse kamp in juli 1874 werd ontmanteld.
De plaats werd een National Historic Landmark in 1961 en in 1966 opgenomen in het National Register of Historic Places.